# Aterigena
Aterigena Bolzern, Hänggi & Burckhardt, 2010 è un genere di ragni appartenente alla famiglia Agelenidae, caratterizzato da membri che tessono le ragnatele ad imbuto e per questo noti in lingua inglese come funnel weavers.
Il nome scientifico, anagramma di Tegenaria, è stato creato nel 2010 per un gruppo di specie di Tegenaria e Malthonica che formavano un clade in un'analisi filogenetica. Il genere è stato successivamente considerato monofiletico, separando ulteriormente Eratigena da Tegenaria e Malthonica. Tipo nomenclaturale è la Aterigena ligurica (Simon, 1916).

## Distribuzione
Le specie, distribuite nell'ecozona paleartica, sono state rinvenute principalmente in Europa meridionale, nell'Italia continentale e insulare e Francia meridionale, con l'unica eccezione della Aterigena aculeata, presente in Cina.

## Tassonomia
All'aprile 2021 comprende cinque specie:
- Aterigena aculeata (Wang, 1992) – Cina
- Aterigena aliquoi (Brignoli, 1971) – Italia (Sicilia)
- Aterigena aspromontensis Bolzern, Hänggi & Burckhardt, 2010 – Italia
- Aterigena ligurica (Simon, 1916) – Francia, Italia, dalle Alpi Marittime all'Appennino meridionale.[2]
- Aterigena soriculata (Simon, 1873) – Francia (Corsica), Italia (Sardegna)